# (6065) Chesneau
(6065) Chesneau es un asteroide perteneciente al cinturón de asteroides, región del sistema solar que se encuentra entre las órbitas de Marte y Júpiter, más concretamente a la familia de Focea, descubierto el 27 de julio de 1987 por Eleanor F. Helin y el también astrónomo R. Scott Dunbar desde el Observatorio del Monte Palomar, Estados Unidos.

## Designación y nombre
Designado provisionalmente como 1987 OC. Fue nombrado Chesneau en homenaje a Olivier Chesneau, astrónomo francés que ha estudiado entornos circunestelares con el interferómetro VLT de ESO, desde discos protoplanetarios hasta supernovas. Su trabajo, del que fue pionero, produjo frecuentes descubrimientos y únicos con una red mundial de colaboraciones que reunió desde principios de la década de 2000.

## Características orbitales
Chesneau está situado a una distancia media del Sol de 2,343 ua, pudiendo alejarse hasta 2,833 ua y acercarse hasta 1,853 ua. Su excentricidad es 0,209 y la inclinación orbital 23,82 grados. Emplea 1310,04 días en completar una órbita alrededor del Sol.

## Características físicas
La magnitud absoluta de Chesneau es 13,2. Tiene 5,494 km de diámetro y su albedo se estima en 0,369. 